# 克勒拉希 (羅馬尼亞)
克勒拉希（羅馬尼亞語：Călărași，羅馬尼亞語發音：[kələˈraʃʲ] ⓘ）是位於羅馬尼亞東南部的一個城市。屬瓦拉幾亞地區。克勒拉希是克勒拉希縣的首府所在地。克勒拉希靠近保加利亞邊境，距羅馬尼亞首都布加勒斯特約有125公里。